# Temelucha platynotae
Temelucha platynotae là một loài tò vò trong họ Ichneumonidae.